# 内田伸哉
内田 伸哉（うちだ しんや、1981年 - ）は、日本のプロデューサー、クリエイティブディレクター、マジシャン。

## 経歴
神奈川県生まれ。慶應義塾中等部、慶應義塾高等学校、慶應義塾大学理工学部電子工学科卒業。慶應義塾大学大学院理工学研究科修士課程修了。塾高時代から奇術部に所属し、大学時代には既にプロのマジシャンとして活動。2000年よりプロデューサー兼マジシャンとして様々なイベントや舞台をプロデュース。
電通のコピーライターを経て、2012年2月にヤフー株式会社入社。
2010年に発表した「iPad magic」で文化庁メディア芸術祭文部科学大臣賞を受賞。

## 受賞
- 2010年 - 文化庁メディア芸術祭文部科学大臣奨励賞

## 著書
- 『ずるい日本語』（東洋経済新報社、2016年）
- 『脳のコンディションを良くする88 の挑戦』（クロスメディア・パブリッシング、2015年）
- 『演出から学ぶ手品入門BOOK はじめてのトリック野郎』（ポプラ社、2012年）
- 『プレゼンのアイデアノート51』（東洋経済新報社、2012年）
- 『企画に年功序列は存在しない』（クロスメディア・パブリッシング、2012年）
- 『年収があがるしゃべり方。』（クロスメディア・パブリッシング、2010年）
- 『iPhone iPadマジック』（日向大祐共著、晋遊舎、2011年）